# Liste der Lübecker Kinos
Die Liste der Lübecker Kinos enthält sämtliche ortsfesten Lichtspieltheater Lübecks, geordnet nach dem Jahr der Eröffnung. Kinos, die im Verlaufe ihrer Existenz mehrere Namen trugen, sind mit dem letzten verwendeten Namen aufgezählt.
Als Innenstadtkinos gelten sämtliche Lichtspielhäuser, die sich in der Lübecker Altstadt befanden oder befinden. Einige Kinos, die außerhalb der Altstadtinsel lagen, werden wegen ihrer Größe dennoch zu den Innenstadtkinos gezählt. Die Stadtteilkinos waren zumeist kleinere, weniger bedeutende Häuser, deren Einzugsgebiet sich auf den jeweiligen Stadtteil beschränkte.

## Innenstadtkinos
| Name                        | Zeitraum         | Adresse                                  | Besonderheiten und Anmerkungen | Abbildung |
| --------------------------- | ---------------- | ---------------------------------------- | --- | --------- |
| Diercks Hansa-Kinematograph | 1906–1907        | Breite Straße 51                         | Erstes ortsfestes Kino Lübecks |           |
| National                    | 1906–1942        | Schmiedestraße 20; ab 1933 Sandstraße 18 | 1906–1929: Tonhalle 1929–1933: Capitol 1933–1942: National |           |
| Wintergarten                | 1906             | Fleischhauerstraße 13                    | |           |
| Bioscope                    | 1906–1907        | Breite Straße 25                         | |           |
| Metropol                    | 1906–1921        | Breite Straße 85–87                      | |           |
| Schauburg                   | 1908–1942        | Breite Straße 52                         | 1908–1926: Biophon 1926–1942: Schauburg |           |
| Reform-Theater              | 1909–1911        | Breite Straße 24                         | |           |
| Eden-Theater                | 1910             | Mühlenstraße 21                          | Januar–März 1910: Central-Biograph März–Oktober 1910: Eden-Theater |           |
| Apollo-Theater              | 1910–1911        | Mühlenstraße 46                          | 1910: Elite-Kino 1910–1911: Apollo-Theater |           |
| U.T.-Lichtspiele            | 1912 / 1921–1922 | Fünfhausen 17–19                         | 1912: Victoria-Lichtspiele 1921–1922: U.T.-Lichtspiele |           |
| Capitol                     | 1912–2006        | Breite Straße 13                         | 1912–1925: Neues Lichtspiel-Theater 1925–1937: U.T.-Lichtspiele 1937–2006: Capitol |           |
| Eden-Lichtspiele            | 1919–1985        | Königstraße 25                           | 1919: Volks-Kino Bürgerverein 1920–1928: Kammer-Lichtspiele 1928–1985: Eden-Lichtspiele Das 1985 stillgelegte Kino war bis 2016 vollständig in seinem letzten Zustand erhalten.                                                                        |           |
| Stadthalle                  | Seit 1919        | Mühlenbrücke 9–13                        | 1904 als Stadthallen-Theater eröffnet; 1919 zum Kino umgebaut. 1919–1942: Stadthallen-Lichtspiele 1942–1945: Not-Lichtspiel-Theater Stadthalle 1945–1947: Victory-Cinema 1947–1991: Stadthallen-Lichtspiele 1994–heute: CineStar Filmpalast Stadthalle |           |
| Zentral                     | 1919–1995        | Dr.-Julius-Leber-Straße 25               | 1997 kurzzeitig Kunstgalerie 2002–heute: Nutzung als Theater |           |
| Holstentor-Lichtspiele      | 1925–1980        | Moislinger Allee 18a                     | 1925–1929: Hansatheater-Lichtspiele 1929–1952: Delta-Palast 1952–1980: Holstentor-Lichtspiele Von 1971 bis 1980 Doppelkino mit dem nachträglich eingebauten Bambi                                                                                      |           |
| Luxor                       | 1926–1964        | Engelsgrube 66                           | 1926–1932: Union-Lichtspiele 1932–1960: Rialto 1960–1964: Luxor |           |
| Burgtor-Lichtspiele         | 1948–1990        | Travemünder Allee 3                      | Aus einer KdF-Lagerhalle zum Kino umgebaut |           |
| Lichtspiele Hoffnung        | 1949–2004        | Hüxtertorallee 23a                       | 1949: Lichtspiele Hoffnung 1949–1950: Astra-Cinema 1950–2004: Lichtspiele Hoffnung |           |
| Camera                      | 1951–1969        | Kronsforder Allee 25                     | |           |
| Rio                         | 1951–1971        | Hundestraße 41                           | 1951–1956: Roxy 1956–1971: Rio |           |
| Filmhaus                    | Seit 1951        | Königstraße 38                           | 1951–1980: City 1980–1991: City-Center 1991–1998: Moderne Zeiten 1998–2006: 2wei50 2006–heute: Filmhaus |           |
| Atelier                     | 1971–1975        | Wahmstraße 32                            | 1971–1975 Programmkino Ab 1975 als PAM-Atelier Pornokino; heute Filiale einer Sexartikel-Kette |           |
| Kino Koki                   | Seit 1991        | Mengstraße 35                            | 1991–1994: Kino im Zentrum 1994–2007: Kommunales Kino Lübeck 2007–heute: Kino Koki Bis 2007 in städtischer Trägerschaft, seitdem vom Förderkreis Kommunales Kino betrieben                                                                             |           |

## Stadtteilkinos
Siehe auch: Lübecker Stadtteilkinos
| Name                    | Zeitraum                           | Adresse                                 | Besonderheiten und Anmerkungen | Abbildung |
| ----------------------- | ---------------------------------- | --------------------------------------- | --- | --------- |
| Kinematograph Waisenhof | 1907–1915 (mit Unterbrechungen)    | Fackenburger Allee 56, St. Lorenz-Nord  | |           |
| Hochofen-Lichtspiele    | Nach dem Ersten Weltkrieg bis 1959 | Hochofenstraße 19, Kücknitz             | Werkskino des Hochofenwerks Lübeck |           |
| Filmbühne Schlutup      | 1938–1964                          | Mecklenburger Straße 37, Schlutup       | |           |
| Gloria                  | 1946–1969                          | Marlistraße 18, Marli                   | 1946–1957: Marli-Lichtspiele 1957–1964: Kurbel 1964–1969: Gloria |           |
| Filmbühne Eichholz      | 1948–1964                          | Hirschpaß 27a, Eichholz                 | Heute als Vereinsgebäude eines Tanzsportclubs genutzt. |           |
| Filmbühne Moisling      | 1948–1964                          | August-Bebel-Straße 1, Moisling         | wurde Später als Moislinger Diskothek „Alte Scheune“ bis 1996 genutzt, 2013 eingestürzt.                                                                                             |           |
| Hansa                   | 1948–1983                          | Fackenburger Allee 100, St. Lorenz-Nord | 1948–1981: Hansa 1981–1983: Hansa-Residenz Heute als Fitness-Studio genutzt. |           |
| Ultra-Lichtspiele       | 1949–1963                          | Travemünder Landstraße 241, Kücknitz    | 1963–1976 als Lebensmittelgeschäft und 1976–1991 als Discothek „Memory“ genutzt; das Gebäude wurde im Mai 2012 durch Feuer zerstört, Abbruch des linken Gebäudeteils im Februar 2021 |           |
| Kurlichtspiele          | 1950–1972                          | Vogteistraße 50, Travemünde             | |           |
| Camera                  | 1951–1969                          | Kronsforder Allee 25, St. Jürgen        | |           |
| Film-Eck                | 1951–1978                          | Torstraße 42, Travemünde                | |           |
| Gloria                  | 1954–1963                          | Goebenstraße 36, Marli                  | Ehemalige Exerzierhalle der Meesenkaserne; heute als Supermarkt genutzt. |           |
| St.-Jürgen-Lichtspiele  | 1954–1962                          | Friedrichstraße 34, St. Jürgen          | Heute als Kindergarten genutzt. |           |
| Rex-Lichtspiele         | 1956–1968                          | Solmitzstraße 22–24, Kücknitz           | Das Gebäude wurde 2007 abgerissen. |           |
| Ring-Filmtheater        | 1960–1962                          | Hansering 14, St. Lorenz-Süd            | Letzter Kinoneubau Lübecks, seinerzeit modernstes und bestausgestattetes Kino der Stadt. Heute als Supermarkt genutzt.                                                               |           |